# Blended Family (What You Do for Love)
"Blended Family (What You Do for Love)", também nomeada "Blended Family", é uma canção da artista musical norte-americana Alicia Keys, extraída de seu sexto álbum de estúdio Here, contendo a participação do rapper compatriota ASAP Rocky. A canção foi lançada em 7 de outubro de 2016, através da RCA Records. Liricamente, ela retrata o relacionamento da cantora com Mashonda Tifrere, ex-mulher de Swizz Beatz. Foi escrita por Keys, ASAP Rocky, John Bush, Brandon Aly, Tish Hyman, Dave Kuncio, Kenneth Withrow e Edie Brickell, sendo produzida pela cantora e Mark Batson.

## Desempenho nas tabelas musicais
| Tabela musical (2016)                         | Melhor posição |
| --------------------------------------------- | -------------- |
| França (SNEP)                                 | 62             |
| Nova Zelândia (Recorded Music NZ Heatseekers) | 9              |
| Escócia (Scottish Singles Chart)              | 79             |
| Estados Unidos (Billboard Adult R&B Songs)    | 19             |

## Histórico de lançamento
| País           | Data                   | Formato          | Gravadora   |
| -------------- | ---------------------- | ---------------- | ----------- |
| Mundo          | 7 de outubro de 2016   | Download digital | RCA Records |
| Mundo          | 7 de outubro de 2016   | Streaming        | RCA Records |
| Estados Unidos | 15 de novembro de 2016 | Rádios rhythmic  | RCA Records |